# Quadra de Rocacrespa
La Quadra de Rocacrespa és un nucli de població i una obra de Cubelles (Garraf) protegida com a Bé Cultural d'Interès Local.

## Descripció
Llogaret compost de set cases, totes de tipologia popular. Es conserven a Rocacrespa les restes d'un antic castell i en un caseriu al costat d'una petita plaça, s'han trobat restes de l'època medieval. Hi ha un basament de planta quadrada i restes d'una torre de planta circular.
És interessant també una casa senyorial decorada per dintre amb pintures i mobles, i la Capella de Sant Jaume.

## Història
El primer document que es troba a Rocacrespa és de l'any 977. Rocacrespa depèn de la vila de Cubelles. Les set cases que formen el llogaret són: " Can Segura", "Can Solà", "Cal Frare", "Les casetes" i "La Capella".
Juntament amb la propera Quadra de Gallifa va formar un ens local històric, independent de Cubelles, fins al 1846.